# Maturaschule
Eine Maturaschule ist in Österreich eine private Bildungseinrichtung ohne Öffentlichkeitsrecht zur Erlangung der Matura. Die einzelnen Prüfungen werden an einer öffentlichen Schule von einer staatlichen Prüfungskommission abgenommen.

## Geschichte
Bereits im späten 19. Jahrhundert hielten die „Maturaschule Vrtl“, das „freie Lyzeum“ und die „Neue Maturaschule“ erste Privatkurse zur Vorbereitung auf öffentliche Prüfungen ab. Zu den bekanntesten Maturaschulen Österreichs gehören heute die 1926 gegründete Maturaschule Dr. Roland in Wien, die Humboldt Matura-Schule sowie die Maturaschule – Institut Dr. Rampitsch mit Standorten in ganz Österreich. Dazu gibt es in Wien beispielsweise noch die Maturaschule Lernen 8 und die LUV Montessori Daltonschule.

## Rechtliche Grundlagen
Die herkömmliche Kernaufgabe einer Maturaschule besteht in der Vorbereitung auf die externe AHS-Matura. Seit Bestehen des 1997 in Kraft getretenen Berufsreifeprüfungsgesetzes gewinnt auch die Vorbereitung auf die Berufsreifeprüfung (BRP) sehr stark an Bedeutung als Tätigkeitsfeld einer Maturaschule. Der Besuch von Vorbereitungskursen auf die externe AHS Matura ist gesetzlich nicht erforderlich. Von der Bildungsdirektion, der zuständigen Schulbehörde, werden all jene Interessierte zugelassen, die zumindest die 8. Schulstufe positiv abgeschlossen haben und das 15. Lebensjahr vollendet haben. Positive Zeugnisnoten aus der Vergangenheit werden je nach begonnenem Schultyp teilweise oder komplett angerechnet. Bevor Kandidierende maturieren dürfen, müssen sogenannte Zulassungsprüfungen über den gesamten Oberstufenstoff, welcher aufgrund der bisherigen Leistungen nicht erlassen werden kann, abgelegt werden. Das ergibt Prüfungen in bis zu 13 Fächern über einen Umfang von bis zu jeweils vier Schuljahren. Erst nach Absolvieren dieser umfassenden Zulassungsprüfungen werden die Kandidierenden zur eigentlichen Matura, welche ebenfalls an einer externen Prüfungskommission stattfindet, zugelassen.
Die Berufsreifeprüfung (BRP) stellt einen weiteren Weg zur Matura dar, der sich aufgrund der kurzen Dauer (beispielsweise ein Schuljahr im Tageskurs, drei Semester im Abendkurs bzw. vier Semester in den Samstagskursen) immer größerer Beliebtheit erfreut. Die BRP wird je nach Ausbildungsinstitut, Bundesland und persönlicher Situation des Lernenden in vielen Fällen teilweise gefördert. Voraussetzung ist der Abschluss einer Lehre, einer Berufsbildende mittlere Schule (BMS) oder einer anderen im Gesetz genannten Ausbildung und das vollendete 19. Lebensjahr vor der letzten Teilprüfung. Die BRP umfasst Teilprüfungen in den Fächern Deutsch, Englisch, Angewandte Mathematik sowie in einem Fachbereich, der mit dem erlernten oder ausgeübten Beruf zusammenhängt. Das Ansuchen um Zulassung erfolgt bei einer externen Prüfungskommission. Sämtliche Teilprüfungen sind an der jeweiligen Prüfungskommission abzulegen. Rein rechtlich wäre es auch im Fall der BRP zulässig, sich selber auf die Prüfungen vorzubereiten.

## Organisation und Struktur
Maturaschulen sind im Gegensatz zu Privatschulen, die oft über Öffentlichkeitsrecht verfügen und gewöhnlich aufgrund der jeweiligen Schulform im direkten Wettbewerb mit öffentlichen Schulen stehen, frei von formalen Vorgaben und der Verpflichtung bzw. Möglichkeit zu prüfen. Der Fokus liegt daher gänzlich auf der erfolgreichen Prüfungsvorbereitung. Die Finanzierung erfolgt über Schulgeld, das 3.000 € oder mehr im Jahr erreichen kann, wobei Maturaschulen den Erhalt eines staatlichen Bildungszertifikats anstreben können, wodurch die Lernenden unter gewissen Voraussetzungen Fördermittel beantragen können.
Hinsichtlich der Vorbereitung auf die BRP stehen Maturaschulen im direkten Wettbewerb mit den anerkannten Erwachsenenbildungseinrichtungen, wobei deren Besuch ebenfalls nicht kostenlos ist. Bezüglich der Vorbereitung auf die „externe AHS Matura“ stehen Maturaschulen im direkten Wettbewerb mit Abendgymnasien, deren Besuch abgesehen von geringen Gebühren kostenlos ist. In Österreich gibt es allerdings nur ein Abendgymnasium pro Ballungsraum, also z. B. eines im Raum Wien mit einer beschränkten Zahl von Plätzen. Maturaschulen haben als private Bildungseinrichtungen ohne Öffentlichkeitsrecht gegenüber Abendgymnasien darüber hinaus einen Wettbewerbsvorteil hinsichtlich der Flexibilität ihrer Konzepte, die den Interessen der Lernenden sehr individuell angepasst werden können. Sie sind nicht an formale Richtlinien, mitunter auch Sanktionen bei Absenzen, gebunden.
Die Vorbereitung auf die externe AHS Matura an einer Maturaschule bietet somit Vorteile für Lernende, die bevorzugen, sich in ihrem eigenen Tempo und in größtmöglicher Flexibilität vorzubereiten.
Die Hauptzielgruppe für die externe AHS Matura sind Schulabbrecher. Wenige Ausnahmen sind etwa Personen mit dem Abschluss einer Waldorf-Schule. Die Zielgruppe für die Berufsreifeprüfung sind Personen, die eine Berufsausbildung abgeschlossen haben oder kurz vor einem solchen Abschluss stehen.